# Alexandre Kiesewetter
Pour les articles homonymes, voir Kiesewetter.
Alexandre Alexandrovitch Kiesewetter (Александр Александрович Кизеветтер), né le 10 (22) mai 1866 à Saint-Pétersbourg et mort le 9 janvier 1933 à Prague, est un historien et homme politique russe.

## Biographie
Alexandre Kiesewetter descend d'une famille allemande russifiée. Son grand-père, fils d'un forgeron de Thuringe, s'est installé en Russie et son père, après avoir poursuivi des études de droit, est archiviste aux archives nationales. Sa mère, née Alexandra Nikolaïevna Tourtchaninova, est la petite-fille du compositeur de chants d'Église, Piotr Tourtchaninov (1779-1856) et la fille d'un professeur d'histoire.
Alexandre Kiesewetter poursuit également des études d'histoire à l'université de Moscou et défend sa thèse magistérielle en 1903. Il fait paraître nombre d'articles d'histoire dans La Pensée russe, le mensuel libéral La Richesse russe, L'Instruction, Journal dlia vsekh ou bien dans le Journal du ministère de l'Instruction publique et des brochures concernant l'histoire de la Russie. Il est enseignant à l'université de Moscou et aux Cours féminins.
D'opinion libérale et favorable à l'institution d'un régime monarchique constitutionnel, il adhère au parti KD et fait partie en 1904 de l'Union de la Libération. Il fait des conférences chez la riche mécène Margarita Morozova en 1905. Il est élu député de la Deuxième Douma pour le parti KD, en 1906.
Il quitte l'université pour raisons politiques en 1911 au moment de l'affaire Casso, lorsque plusieurs professeurs sont renvoyés à cause de leurs opinions politiques. Il accueille la révolution de février avec faveur, mais se démarque des vues extrémistes des bolchéviques. Il est nommé membre-correspondant de l'Académie des sciences de Russie en décembre 1917. En 1919, il est nommé chef de département aux archives nationales, puis professeur de l'université. Il est soumis à divers interrogatoires et finalement expulsé le 25 août 1922. Il vit d'abord quelques mois à Berlin, puis s'installe définitivement à Prague. Il y enseigne l'histoire russe à l'université de Prague.
Il est élu président de la Société historique russe (de l'étranger) quelques mois avant de mourir.
Alexandre Kiesewetter est enterré au Cimetière d'Olšany de Prague.

## Quelques publications
- Иван Грозный и его оппоненты [Ivan le Terrible et ses opposants], Moscou, 1898, 86 pages.
- Посадская община в России XVIII ст [La Municipalité en Russie au XVIIIe siècle] (thèse), Moscou, 1903, 810 pages.
- Гильдия московского купечества [La Guilde de la classe des marchands de Moscou], Moscou, 1915.
- Городовое положение Екатерины II 1785 г. [Les lois municipales de Catherine II en 1785], Moscou, 1909, 473 pages.
- Русский Север. Роль Северного Края Европейской России в истории русского государства. Исторический очерк. [Le Nord russe. Le Rôle du territoire du Nord de la Russie européenne dans l'histoire de l'État russe], Vologda, 1919.
- На рубеже двух столетий: (Воспоминания 1881—1914) [ Entre deux siècles (Souvenirs 1881-1914)], Prague, 1929, 524 pages.
- Исторические силуэты. Люди и события [Silhouettes historiques. Personnages et événements], Berlin, 1931, 307 pages.
- Исторические силуэты: Биогр. очерки. [Silhouettes historiques: essais biographiques], Rostov-sur-le-Don, éd. Phénix, 1997 475 pages.  (ISBN 5-85880-351-2)

## Source
- (ru) Cet article est partiellement ou en totalité issu de l’article de Wikipédia en russe intitulé « Кизеветтер, Александр Александрович » (voir la liste des auteurs).